# U2 360° at the Rose Bowl
U2 360° at the Rose Bowl (Italiano: U2 360° al Rose Bowl) è un live degli U2 registrato il 25 ottobre 2009 al Rose Bowl di Pasadena (Los Angeles), in California, Stati Uniti durante la penultima tappa della seconda leg del 360º Tour. Il relativo DVD (disponibile anche in Blu-ray) è stato pubblicato in Europa il 7 giugno 2010 (il 3 giugno negli Usa).
Il concerto, suonato davanti ad un pubblico record di 97 000 spettatori, è stato trasmesso in diretta streaming su YouTube ed è stato visto da milioni di persone in tutto il mondo.

## Scaletta
La scaletta del DVD è priva della canzone di apertura, ovvero Breathe, inserita però come traccia bonus.
1. Get on Your Boots
2. Magnificent
3. Mysterious Ways
4. Beautiful Day (Snippets In God's Country, God Only Knows, The Maker)
5. I Still Haven't Found What I'm Looking For (Snippets Stand by Me)
6. Stuck in a Moment You Can't Get Out Of
7. No Line on the Horizon
8. Elevation
9. In a Little While
10. Unknown Caller
11. Until the End of the World
12. The Unforgettable Fire
13. City of Blinding Lights
14. Vertigo (Snippets It's Only Rock 'n Roll (But I Like It))
15. I'll Go Crazy If I Don't Go Crazy Tonight (Snippets Two Tribes)
16. Sunday Bloody Sunday
17. MLK
18. Walk On (Snippets You'll Never Walk Alone)
19. One (Snippets Amazing Grace)
20. Where the Streets Have No Name
21. Ultraviolet (Light My Way)
22. With or Without You
23. Moment of Surrender[13]

## Formazione

### U2
- Bono - voce, chitarra semiacustica
- The Edge - chitarra elettrica, cori, tastiera; chitarra acustica (Stuck in a Moment You Can't Get Out Of)
- Adam Clayton - basso
- Larry Mullen Jr. - batteria, percussioni, cori; djembe (I'll Go Crazy If I Don't Go Crazy Tonight)

## Versioni
Il DVD è disponibile in quattro versioni:
- una versione Standard contenente solo il dvd del concerto
- una Deluxe Edition formata da due dvd
- un'edizione in formato Blu-Ray
- ed infine una Super Deluxe Edition

Sia la Deluxe Edition che il Dvd in formato Blu-Ray hanno dei contenuti speciali tra i quali:
- il documentario "Squaring The Circle: Creating U2360°"
- U2360º Tour Clips
- Bonus Track 'Breathe' (Live At The Rose Bowl)
- Berlin Timelapse Video
- Video:

1. Get On Your Boots
2. Magnificent
3. I'll Go Crazy If I Don't Go Crazy Tonight (Animated)
4. I'll Go Crazy If I Don't Go Crazy Tonight (Live At Barcelona)

- The Making Of Get On Your Boots
- The Making Of Magnificent